# Кубок шотландской лиги 2009/2010
Кубок шотландской лиги 2009/10 — 64-й розыгрыш Кубка шотландской лиги по футболу. Соревнование началось 1 августа 2009 года и закончилось 21 марта 2010 года. Победителем турнира стал глазговский клуб «Рейнджерс», переигравший в финальном поединке «Сент-Миррен» со счётом 1:0. Единственный гол в матче забил нападающий «джерс» Кенни Миллер.

## Формат
Соревнование проводится среди 42 клубов шотландских Премьер-лиги и Футбольной лиги. В отличие от Кубка Шотландии в розыгрыше Кубка Лиги отсутствуют переигровки — если основное и дополнительное время поединка заканчивается с ничейным счётом, то победителя выявляют в серии послематчевых пенальти.
Пары соперников определяются путём «слепой» жеребьёвки без распределения по корзинам и сеяния клубов. Коллективы, победившие в первом раунде, на следующей стадии турнира играют между собой. С третьего этапа, пары вновь определяются «слепой» жеребьёвкой.
Полуфинальные встречи традиционно проводятся на стадионе «Хэмпден Парк», но в некоторых случаях могут быть сыграны на любом другом нейтральном поле по договорённости команд и Шотландской футбольной ассоциации.
Финальный матч также играется на «Хэмпден Парке».

## Календарь
| Раунд          | Дата первого матча | Матчи | Клубы   |
| -------------- | ------------------ | ----- | ------- |
| Первый раунд   | 1 августа 2009     | 16    | 32 → 16 |
| Второй раунд   | 25 августа 2009    | 10    | 20 → 10 |
| Третий раунд   | 22 сентября 2009   | 8     | 16 → 8  |
| Четвертьфиналы | 27 октября 2009    | 4     | 8 → 4   |
| Полуфиналы     | 3 февраля 2010     | 2     | 4 → 2   |
| Финал          | 21 марта 2010      | 1     | 2 → 1   |

## Первый раунд
Жеребьёвка первого раунда турнира была проведена 4 июня 2009 года.
| Брихин Сити                                     | 4:0      | Элгин Сити |
| ----------------------------------------------- | -------- | ---------- |
| Макаллистер 13′ 63′ · Байерс 77′ · Маккенна 84′ | Протокол |            |

| Куинз Парк | 1:4      | Куин оф зе Саут                       |
| ---------- | -------- | ------------------------------------- |
| Дуглас 82′ | Протокол | Куинн 1′ · Уилсон 10′ 14′ · Бёрнс 70′ |

| Инвернесс Каледониан Тисл                   | 4:0      | Эннан Атлетик |
| ------------------------------------------- | -------- | ------------- |
| Руни 21′ · Игл 52′ · Аймри 72′ · Санчес 88′ | Протокол |               |

| Стенхаусмюир | 0:5      | Сент-Джонстон                                |
| ------------ | -------- | -------------------------------------------- |
|              | Протокол | Майлн 22′ · Дьючар 28′ 69′ · Самуэль 67′ 74′ |

| Росс Каунти                                            | 0:5      | Монтроз |
| ------------------------------------------------------ | -------- | ------- |
| Крейг 43′ · Гардин 56′ 75′ · Моррисон 72′ · Стюарт 79′ | Протокол |         |

| Партик Тисл                                         | 5:1      | Бервик Рейнджерс |
| --------------------------------------------------- | -------- | ---------------- |
| Ходж 29′ · Бучанан 49′ 81′ (пен.) · Эркскин 53′ 87′ | Протокол | Литтл 69′        |

| Ист Файф           | 2:3      | Рэйт Роверс                          |
| ------------------ | -------- | ------------------------------------ |
| Линн 5′ · Мюир 19′ | Протокол | Уокер 57′ · Таде 73′ · Уильямсон 90′ |

| Данди                                                                   | 5:0      | Странраер |
| ----------------------------------------------------------------------- | -------- | --------- |
| Хиггинс 23′ · Харкинс 29′ · Кэмерон 37′ · Макминамин 47′ · Гриффитс 67′ | Протокол |           |

| Стерлинг Альбион | 1:2 (д.в.) | Эйр Юнайтед             |
| ---------------- | ---------- | ----------------------- |
| Дивайн 16′       | Протокол   | Истон 61′ · Эйткен 114′ |

| Эйрдри Юнайтед | 0:0 (3:4, по пен.) | Аллоа Атлетик |
| -------------- | ------------------ | ------------- |
|                | Протокол           |               |

| Кауденбит          | 1:3      | Гринок Мортон                    |
| ------------------ | -------- | -------------------------------- |
| Макуэйд 31′ (пен.) | Протокол | Уитерсон 7′ 51′ · Макфарлейн 12′ |

| Питерхэд | 0:3      | Арброт                         |
| -------- | -------- | ------------------------------ |
|          | Протокол | Селларс ? · Бишоп ? · Рисайд ? |

| Альбион Роверс                                | 3:0      | Ливингстон |
| --------------------------------------------- | -------- | ---------- |
| Маккензи 9′ (авт.) · Барр 48′ · Маккаскер 89′ | Протокол |            |

| Клайд          | 1:3      | Форфар Атлетик                            |
| -------------- | -------- | ----------------------------------------- |
| Тод 28′ (авт.) | Протокол | Кэмпбелл 51′ · Фотерингем 58′ · Дизли 65′ |

| Дамбартон | 0:5      | Данфермлин Атлетик                          |
| --------- | -------- | ------------------------------------------- |
|           | Протокол | Грэм 2′ · Кирк 9′ 56′ · Бурк 45′ · Белл 65′ |

| Ист Стерлингшир                | 3:6      | Сент-Миррен                               |
| ------------------------------ | -------- | ----------------------------------------- |
| Макгуайр 23′ · Роджерс 27′ 36′ | Протокол | Мехмет 6′ 13′ 17′ 44′ 67′ · О’Доннелл 73′ |

Источник: BBC

## Второй раунд
К 16 клубам, победившим в Первом раунде розыгрыша, присоединились четыре команды, представляющие Премьер-лигу и не участвующие в еврокубках — «Данди Юнайтед», «Хиберниан», «Килмарнок» и «Гамильтон Академикал».
| Инвернесс Каледониан Тисл                    | 4:0      | Альбион Роверс |
| -------------------------------------------- | -------- | -------------- |
| Игл 8′ · Руни 16′ · Булвитис 41′ · Мунро 57′ | Протокол |                |

| Форфар Атлетик               | 2:4      | Данди                                                |
| ---------------------------- | -------- | ---------------------------------------------------- |
| Таллок 55′ · Р. Кэмпбелл 72′ | Протокол | Гриффитс 11′ · Антуан-Курье 15′ 31′ · Тод 67′ (авт.) |

| Партик Тисл  | 1:2      | Куин оф зе Саут    |
| ------------ | -------- | ------------------ |
| Доннелли 30′ | Протокол | Везерстоун 64′ 90′ |

| Аллоа Атлетик | 0:2      | Данди Юнайтед           |
| ------------- | -------- | ----------------------- |
|               | Протокол | Шала 23′ · Гудвилли 39′ |

| Росс Каунти                   | 2:1      | Гамильтон Академикал |
| ----------------------------- | -------- | -------------------- |
| Ди Джакомо 32′ · Бриттейн 53′ | Протокол | Менсинг 90+3′        |

| Килмарнок                         | 3:1      | Гринок Мортон       |
| --------------------------------- | -------- | ------------------- |
| Сейммон 24′ (пен.) 64′ · Кайл 90′ | Протокол | Макгуффи 44′ (пен.) |

| Данфермлин Атлетик                 | 3:1      | Рэйт Роверс          |
| ---------------------------------- | -------- | -------------------- |
| Кирк 38′ 68′ · Кэмпбелл 52′ (авт.) | Протокол | Уильямсон 50′ (пен.) |

| Арброт | 0:6      | Сент-Джонстон                                             |
| ------ | -------- | --------------------------------------------------------- |
|        | Протокол | Майлн 24′ 45′ · Морайш 27′ · Дьючар 42′ 67′ · Самуэль 71′ |

| Хиберниан                                    | 3:0      | Брихин Сити |
| -------------------------------------------- | -------- | ----------- |
| Ниммо 11′ (авт.) · Райордан 16′ · Хэнлон 55′ | Протокол |             |

| Эйр Юнайтед | 0:2      | Сент-Миррен             |
| ----------- | -------- | ----------------------- |
|             | Протокол | Хигдон 25′ · Мехмет 90′ |

Источник: BBC

## Третий раунд
К 10 клубам, победившим во Втором раунде розыгрыша, присоединились шесть команд, представляющие Премьер-лигу и участвующие в еврокубках — «Рейнджерс», «Селтик», «Харт оф Мидлотиан», «Абердин», «Фалкирк» и «Мотеруэлл».
| Данди                                    | 3:2 (д.в.) | Абердин        |
| ---------------------------------------- | ---------- | -------------- |
| Мэлоун 39′ · Форсайт 55′ · Гриффитс 105′ | Протокол   | Пейтон 63′ 88′ |

| Хиберниан | 1:3      | Сент-Джонстон                       |
| --------- | -------- | ----------------------------------- |
| Стоукс 1′ | Протокол | Суонки 7′ · Миллар 76′ · Моррис 82′ |

| Килмарнок | 1:2      | Сент-Миррен                |
| --------- | -------- | -------------------------- |
| Кайл 87′  | Протокол | Макгинн 64′ · Дорман 90+3′ |

| Мотеруэлл                                     | 3:2 (д.в.) | Инвернесс Каледониан Тисл  |
| --------------------------------------------- | ---------- | -------------------------- |
| Макхью 33′ · Булвитис 94′ (авт.) · Форбс 119′ | Протокол   | Барроуман 70′ · Мунро 111′ |

| Росс Каунти | 0:2      | Данди Юнайтед           |
| ----------- | -------- | ----------------------- |
|             | Протокол | Уилки 36′ · Расселл 77′ |

| Фалкирк | 0:4      | Селтик                                        |
| ------- | -------- | --------------------------------------------- |
|         | Протокол | Макдональд 28′ 53′ · Маккорт 64′ · Киллен 73′ |

| Харт оф Мидлотиан             | 2:1      | Данфермлин Атлетик |
| ----------------------------- | -------- | ------------------ |
| Гленн 56′ · Стюарт 73′ (пен.) | Протокол | Бейн 15′           |

| Куин оф зе Саут | 1:2      | Рейнджерс              |
| --------------- | -------- | ---------------------- |
| Харрис 90+1′    | Протокол | Нейсмит 16′ · Ново 79′ |

Источник: BBC

## Четвертьфиналы
Жеребьёвка четвертьфинальных игр состоялась 24 сентября 2009 года на стадионе «Хэмпден Парк» в Глазго.
| Данди        | 1:3      | Рейнджерс                                     |
| ------------ | -------- | --------------------------------------------- |
| Гриффитс 29′ | Протокол | Уиттакер 15′ · Маккензи 57′ (авт.) · Флек 85′ |

| Сент-Джонстон                   | 2:1      | Данди Юнайтед |
| ------------------------------- | -------- | ------------- |
| Андерсон 72′ · Доддс 76′ (авт.) | Протокол | Буабен 82′    |

| Сент-Миррен                                | 3:0      | Мотеруэлл |
| ------------------------------------------ | -------- | --------- |
| Хигдон 23′ · Росс 61′ · Крейган 81′ (авт.) | Протокол |           |

| Селтик | 0:1      | Харт оф Мидлотиан |
| ------ | -------- | ----------------- |
|        | Протокол | Стюарт 58′ (пен.) |

Источник: BBC

## Полуфиналы
Жеребьёвка полуфинальных игр прошла 9 ноября 2009 года на стадионе «Тайнкасл» в Эдинбурге.
| Харт оф Мидлотиан | 0:1      | Сент-Миррен |
| ----------------- | -------- | ----------- |
|                   | Протокол | Мехмет 51′  |

| Рейнджерс                 | 2:0      | Сент-Джонстон |
| ------------------------- | -------- | ------------- |
| Дэвис 26′ · Маккаллох 37′ | Протокол |               |

Источник: BBC

## Финал
| Сент-Миррен | 0:1      | Рейнджерс  |
| ----------- | -------- | ---------- |
|             | Протокол | Миллер 84′ |

Источник: BBC

## Освещение турнира СМИ
Розыгрыш Кубка шотландской лиги сезона 2009/10 в Великобритании показывался телерадиокомпанией «BBC One Scotland», в Ирландии — телеканалами «Setanta Ireland» и «Setanta Sports 1», в Австралии — «Setanta Sports Australia», в США, Вест-Индии и Канаде — «Setanta Premium».